# Sergio Amaury Ponce
Sergio Amaury Ponce (* 13. August 1981 in Tepic, Nayarit) ist ein ehemaliger mexikanischer Fußballspieler, der im Mittelfeld agierte.

## Leben

### Verein
Ponce begann seine Profikarriere in der Saison 2000/01 bei Atlético Mexiquense, einem seinerzeit in der zweiten Liga spielenden Filialteam des Deportivo Toluca FC, für den er in der darauffolgenden Saison 2001/02 am 11. August 2001 gegen Monterrey (1:1) sein Debüt in der höchsten Spielklasse bestritt.
Sein erstes Tor durfte Ponce am 25. November 2001 in einem Auswärtsspiel bei den UNAM Pumas bejubeln, das den Endstand von 1:1 herbeiführte. Ponce, der erst in der 69. Minute eingewechselt wurde, erwies sich in diesem Spiel als wahrer Joker, der in der 74. Minute erfolgreich abschließen konnte.
Ponce blieb bis Ende 2008 bei Toluca und gewann mit seiner Mannschaft drei Meistertitel sowie einmal den CONCACAF Champions’ Cup. Sein letztes Spiel für Toluca bestritt er im Finale um die mexikanische Fußballmeisterschaft der Apertura 2008 gegen Cruz Azul.
Eine interessante Randnotiz verdient die Tatsache, dass Ponce in den siebeneinhalb Jahren, in denen er bei Toluca unter Vertrag stand, nicht einmal die rote Karte sah, was sich später ändern sollte. Während seines einjährigen Gastspiels bei Chivas Guadalajara wurde er (beim 0:0 gegen Puebla am 2. Mai 2009 ebenso wie bei der 1:3-Niederlage gegen seinen nächsten Klub UANL Tigres am 1. August 2009) gleich zweimal des Feldes verwiesen. Seinen dritten Platzverweis musste er am 16. Oktober 2010 im Trikot des San Luis FC gegen seinen späteren Verein Querétaro (3:2) hinnehmen, für den er in der Saison 2011/12 tätig war. 
Danach verbrachte er 3 Spielzeiten bei Atlas Guadalajara, bevor er seine aktive Laufbahn in Reihen der Coras de Tepic ausklingen ließ.

### Nationalmannschaft
Im zweiten Quartal des Jahres 2008 bestritt Ponce zwei Testspieleinsätze für die mexikanische Nationalmannschaft: am 16. April gegen China (1:0) und am 4. Juni gegen Argentinien (1:4).
Ferner gehörte er zum Olympiakader 2004 der mexikanischen Fußballmannschaft.

## Erfolge
- Mexikanischer Meister: Ape 2002, Ape 2005, Ape 2008
- CONCACAF Champions’ Cup: 2003